# Август II фон Бисмарк
Август II фон Бисмарк (на немски: August/Augustus II von Bismarck; * 15 май 1666 в Шьонхаузен; † 18 юни 1732 в Шьонхаузен) е благородник от линията „Бисмарк-Шьонхаузен“ от род фон Бисмарк в Алтмарк, Саксония-Анхалт. Той е господар на Шьонхаузен, Фишбек, Бризт, Уенглинген, Шьонебек, Биндфелде и Книпхоф (Померания), кралски пруски съветнк на Алтмарк.
Той е син на Август фон Бисмарк (1611 – 1670) и третата му съпруга Фредика София фон Мьолендорф (1644 – 1698, Шьонхаузен), дъщеря на Фридрих фон Мьолендорф († 1665) и Урсула Сабина фон Залдерн (* ок. 1600).
През началото на 18 век Бисмарките строят два двореца в Шьонхаузен. Ок. 1700 г. дворец I. е завършен и от 1729 г. дворец II. от Август II фон Бисмарк (1666 – 1732). Той купува имоти в Померания и в Шмелцдорф в област Регенвалде.
През 1707 г. той купува имението Уенглинген от Фридрих Лудвиг фон Грумбков за 23 500 талера. Наследствен господар на Уенглинген става син му Карл Лудолф фон Бисмарк.
Клонът Бисмарк-Шьонхаузен е издигнат на граф в Берлин на 16 септември 1865 г. Канцлерът княз Ото фон Бисмарк (1815 – 1898) е негов праправнук.

## Фамилия
Август II фон Бисмарк се жени на 24 април 1694 г. в Шьонхаузен за Доротея София фон Кате (* 20 юни 1669, Хале; † 23 април 1719, Шьонхаузен), дъщеря на Мориц Ханс фон Кате/Ханс фон Кате (1633 – 1684) и Доротея фон Вицлебен (1639 – 1671). Те имат четири сина:
- Август Фридрих I фон Бисмарк (* 2 април 1695, Шьонхаузен; † 23 май 1742, в битка при Кутенберг, Силезия), пруски полковник, женен I. 1724 г. в Хофелде при Рогов за Стефани Шарлота фон Девиц (* 26 декември 1706; † 7 декември 1735), II. на 3 ноември 1738 в Шьонхаузен за Фридерика Шарлота фон Тресков (* 24 декември 1722; † 26 юни 1785); прадядо на канцлер Ото фон Бисмарк
- Георг Фридрих IV фон Бисмарк (* 11 юли 1697, Шьонхаузен; † 12 януари 1767, Шьонхаузен), домхер в Хавелберг, йоанитски рицар
- Карл Лудолф фон Бисмарк (* 13 февруари 1700, Шьонхаузен; † 17 септември 1760, Уенглинген), кралски пруски полковник-лейтенант, женен I. на 14 май 1735 г. в Кладов (бракът не е подходящ и не е признат) за София Елизабет Зенф (* 4 февруари 1710; † 1738), II. на 29 септември 1737 г. за Луиза Шарлота фон Кате (* 1718; † 16 януари 1789)
- Александер Вилхелм фон Бисмарк (* 12 септември 1704 Шьонхаузен; † 18 март 1793, Халберщат), женен на 2 март 1737 г. в Шьонхаузен за София Августа Вилхелмина фон Тресков (* 24 ноември 1721; † 22 ноември 1798)

## Галерия
- Дворец Шьонхаузен I., родната къща на Ото фон Бисмарк (1958 съборен от ГДР)
- Дворец Шьонхаузен II. (запазен)